# Edmond Desouches
Pour les articles homonymes, voir Desouches.
Edmond Desouches est un homme politique français, né le 28 juin 1904 à Berchères-les-Pierres (Eure-et-Loir) et mort à Lucé (Eure-et-Loir) le 21 décembre 1997.
Il est maire de Lucé, député d'Eure-et-Loir et président du conseil général d'Eure-et-Loir.

## Biographie
En 1938, Edmond Desouches fait partie des membres fondateurs de l'Amicale de Lucé omnisports.
Maire de Lucé pendant quarante deux ans (1947-1989) et président de la fédération nationale des offices HLM, Edmond Desouches est connu comme « le bâtisseur » de Lucé, aujourd'hui troisième ville la plus peuplée du département d'Eure-et-Loir.
Conseiller général des cantons de Chartres-Nord de 1953 à 1973, de Chartres-Nord-Ouest de 1973 à 1982 et de Lucé de 1982 à 1988, il est également président du conseil général d'Eure-et-Loir de 1976 à 1979, avant de céder son siège à Robert Huwart.
Enfin, Edmond Desouches est député radical-socialiste de la première circonscription d'Eure-et-Loir durant quatre mandats (1956-1968).

## Distinction
Président de la Fédération d'Eure-et-Loir des parents d'élèves, il est décoré de l'ordre des Palmes académiques. 